# Roxana
Roxana je ženské křestní jméno perského původu. Vzniklo z perského slova raohšna a vykládá se jako „zářící, světlo“. Podle českého kalendáře má svátek buď 20. března (Světlana) nebo 13. prosince (Lucie) anebo 18. srpna (Helena).
Originální perskou variantou je Roshanak znamenající báječná a zářící krása a malá hvězda. Původně se tak jmenovala Róxané, perská šlechtična, dcera Oxyarta ze Sogdiany a oficiální manželka Alexandra Velikého.

## Roxana v jiných jazycích
- slovensky, španělsky: Roxana
- polsky: Roksana
- anglicky: Roxana nebo Roxanna
- francouzsky, latinsky: Roxane
- italsky: Rossana
- srbsky, rusky: Roksana
- maďarsky: Roxána
- řecky: Rhóxané

## Známé nositelky jména
- Róxana – baktrijská princezna, žena Alexandra Makedonského, která mu porodila syna Alexandra
- Roxana Luca – rumunská krasobruslařka
- Roxana Landová – dcera zpěváka Daniela Landy
- Roxanne Hart – americká herečka

## Fiktivní Roxany
- Roxana – postava nejmilovanější manželky Peršana Usbeka v románu Perské listy, jehož autorem je Charles Louis de Secondat de Montesquieu (1721)
- Roxana – hrdinka románu Daniela Defoea "Roxana: Šťastná milenka" (Roxana: The Fortunate Mistress) z roku 1724
- Roxana – pasačka krav ze seriálu Arabela se vrací aneb Rumburak králem Říše pohádek
- Roxane – Cyranova sestřenice ze hry Cyrano z Bergeracu

## Roxana v názvu uměleckého díla
- Roxanne – píseň od beatboxové kapely Bauchklang
- Roxanne – písnička od rockové kapely The Police
- Sbohem Roxano – album českého rappera Yzomandias z roku 2018

## Organizace Roxana
- 10.12.1983 založil Roxanu, 1. rokenrolový klub v ČR Mistr tance Simon v Praze na Šeberově pro nábory a výuku zájemkyň o akrobatický rokenrol. Toto jádro pak přitahovalo další zájemce o zpěv, hudbu a tanec. Roxaně-klubu se podařilo přežít i přes perzekuce od státní moci až do revoluce v r. 1989, poté se transformoval ve firmu Roxana. Volba názvu původně vyšla z počátečních písmen od rocku.

- 8.3.1990 byla v šoubyznysu zaregistrována firma Roxana s agenturami Ag. Miss, Roxyprint, Roxydans, Amorex, aj.; zatímco taneční škola a Roxana-Club byly neziskové, zájmové organizace přidružené k Roxaně; Tentokrát volba názvu firmy už byla i díky krásné a inteligentní Roxaně ze Sogdie, která Alexandrovi „podlehla“ pod podmínkou, že nechá na trůnu jejího otce, a ten tím získá jednoduše další satrapii do své jednotné správy.